# میکله میان
میکله میان (ایتالیایی: Michele Mian؛ زادهٔ ۱۸ ژوئیهٔ ۱۹۷۳) بازیکن بسکتبال اهل ایتالیا بود.